# Alcaraz (Gerichtsbezirk)
Der Gerichtsbezirk Alcaraz ist einer der sieben Gerichtsbezirke in der Provinz Albacete.
Der Bezirk umfasst 17 Gemeinden auf einer Fläche von 1.948,15 km² mit dem Hauptquartier in Alcaraz.

## Gemeinden
| Gemeinde                 | Einwohner (2024) | Fläche km² | Dichte Einw./km² | Cod INE | Postleitzahl |
| ------------------------ | ---------------- | ---------- | ---------------- | ------- | ------------ |
| Alcaraz                  | 1.304            | 370,53     | 4                | 02008   | 02300        |
| El Ballestero            | 413              | 138,69     | 3                | 02014   | 02614        |
| Bienservida              | 552              | 90,73      | 6                | 02016   | 02360        |
| Bogarra                  | 748              | 166,01     | 5                | 02017   | 02130        |
| Casas de Lázaro          | 311              | 112,32     | 3                | 02022   | 02329        |
| Cotillas                 | 126              | 14,47      | 9                | 02028   | 02461        |
| Masegoso                 | 116              | 103,87     | 1                | 02047   | 02314        |
| Paterna del Madera       | 339              | 112,34     | 3                | 02058   | 02136        |
| Peñascosa                | 328              | 189,26     | 2                | 02059   | 02313        |
| Povedilla                | 392              | 49,43      | 8                | 02062   | 02311        |
| Riópar                   | 1.353            | 80,92      | 17               | 02067   | 02450        |
| Robledo                  | 393              | 120,08     | 3                | 02068   | 02340        |
| Salobre                  | 442              | 49,53      | 9                | 02070   | 02316        |
| Vianos                   | 320              | 128,04     | 2                | 02076   | 02315        |
| Villapalacios            | 562              | 87,48      | 6                | 02080   | 02350        |
| Villaverde de Guadalimar | 310              | 69,08      | 4                | 02084   | 02460        |
| Viveros                  | 305              | 65,37      | 5                | 02085   | 02310        |
| Gerichtsbezirk Alcaraz   | 8.314            | 1.948,15   | 4                | –       | –            |